# Ivan IV. Hrozný
Ivan IV. Vasiljevič (rusky: Иван IV Васильевич; 25. srpna 1530, Kolomenskoje – 28. března 1584, Moskva), obecně známý jako Ivan Hrozný ( Иван Грозный; přídomek „Hrozný“ však může být zavádějící, jelikož Грозный v ruštině znamená nejen krutý, ale také impozantní), byl od roku 1533 moskevský velkokníže a gosudar celé Rusi a od roku 1547 do své smrti v roce 1584 ruský car. Byl prvním ruským panovníkem, který byl korunován carem.
Ivan IV. byl nejstarší syn Vasilije III. a jeho druhé manželky Jeleny Glinské a vnuk Ivana III. a Sofie Palaiologovny. Na trůn nastoupil ve třech letech po smrti svého otce. Kolem mladého Ivana se sjednotila skupina reformátorů, kteří ho roku 1547 ve věku 16 let korunovali na cara celé Rusi. Ivanovu vládu charakterizovala transformace Ruska ze středověkého státu na říši pod vedením cara.
Je považován za jednoho z nejschopnějších a nejvzdělanějších ruských panovníků, nicméně více je známa jeho paranoidní povaha a krutost vůči skutečným i domnělým nepřátelům. Na počátku své vlády se obklopil loajálními spolupracovníky a významně zreformoval mnoho oblastí politického a společenského života. Byl zakladatelem Ruského carství, za jeho vlády došlo k pokusu o prosazení ruské formy absolutistické vlády, samoděržaví.

## Vláda

### Regentská vláda

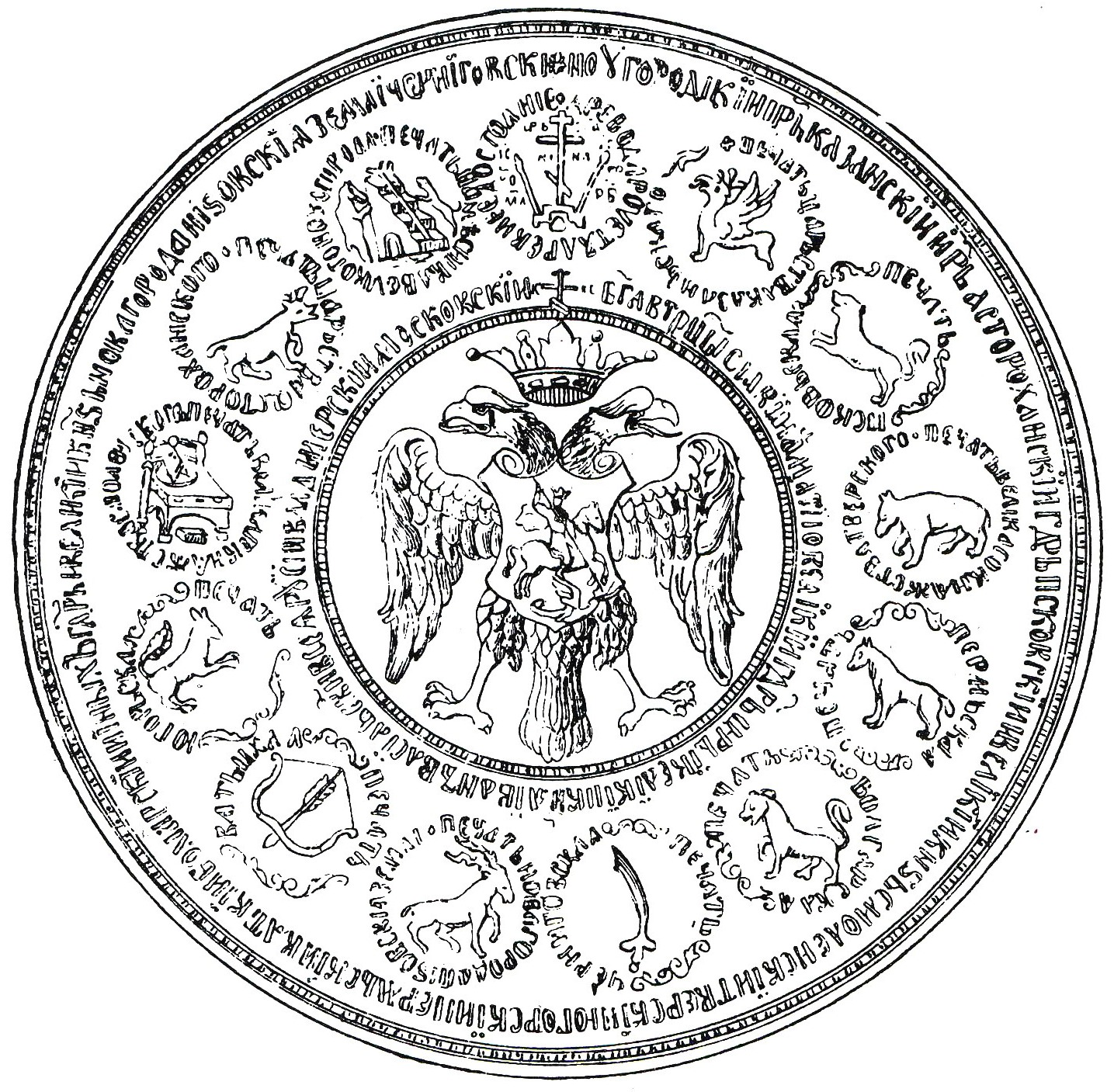
Pečeť Ivana IV.

Velikým knížetem moskevským se Ivan IV. Vasiljevič stal formálně již ve třech letech svého věku, po smrti svého otce Vasilije III., který mu stanovil regentskou radu. Ta však vládla necelý rok, poté se správy země zmocnila Ivanova matka, kněžna Jelena Glinská, a vykonávala ji s pomocí svého favorita knížete Ivana Fjodoroviče Ovčiny Tělěpněva-Obolenského, se kterým se sblížila nedlouho po svém ovdovění. Svérázná povaha, kterou malý Ivan dostal nepochybně do vínku, tak byla utvářena či spíše deformována nelítostnými poměry moskevského dvora, v nichž musel od útlého věku žít a později také panovat. Problematické Ivanovo dětství, kdy byl svědkem mnoha ukrutností a pozdější zrady nejbližších osob, těžce dopadly na jeho psychiku a projevily se krajní podezřívavostí, přehnaným strachem o vlastní osobu a neúměrnou krutostí vůči otevřeným nepřátelům (bojaři), ale i těm, na něž pouze padl stín podezření ze zrady. Postupně se obrátila i proti carovu nejbližšímu okolí.
Po smrti regentky Jeleny Glinské roku 1538 se situace v ruském státě výrazně zhoršila, neboť v jeho čele už nestál nikdo, kdo by bral ohledy na státní zájmy. Decentralizační síly, které se regentka snažila v duchu zachování pevné ústřední moci držet na uzdě, dostaly nyní volnou cestu. Bojarsko-knížecí aristokracie se usilovně snažila nejen uchvátit ústřední moc do svých rukou, ale také změnit její podstatu, která stále více nabývala autokratických rysů, a posunout ji nazpět k dualistickému režimu. Nedokázala skutečně vládnout a nastolit pořádek. O moc se svářily jednotlivé aristokratické kliky, jimž stála v čele knížata z rodu Šujských a Bělských. V prvních letech nabylo svrchu uskupení vedené Šujskými. Na to doplatil kníže Tělepněv Ovčina, s nímž si urychleně vyřídili své účty, i metropolita Daniil, který podporoval Jelenu Glinskou i jejího favorita. Později zasáhli do bojů o moc také Glinští.
Ve věku pouhých třinácti let, dne 29. prosince 1543, provedl mladý velkokníže Ivan IV. se svými věrnými převrat, nechal zavraždit Andreje Šujského a jeho příznivce odsoudit k vyhnanství. Velkokníže se v této chvíli cítil už dostatečně silný a rozhodl se navždy zbavit dohledu bojarů. K tomu mu mohlo dopomoci jen dosažení plnoletosti, a to zase mohla uspíšit jen ženitba. V roce 1547, když mu bylo sedmnáct let, se Ivan prohlásil za cara a samovládce vší Rusi. Ani ne měsíc po korunovaci, 3. února 1547, se car Ivan oženil s Anastazií Zacharjinou Romanovnou-Koškinovou.

### Reformy

Ivan předvádí své poklady vyslanci anglické královny Alžběty I.

Začátek vlády Ivana IV. byl ovlivněn jeho první ženou Anastazií, která dokázala špatné vlastnosti mladého cara potlačit. V této době vznikla řada pozitivních reforem, jejichž cílem bylo omezení moci vyšší šlechty (bojarů). Ivan IV. například zvýšil počet členů Dumy, čímž v důsledku oslabil její význam. Omezil soudní moc bojarů a též zákoníkem Suděbnikem z roku 1550 se snažil potlačit vliv nejbohatších šlechticů. Ivan IV. zvýšil daně, což vedlo zpočátku k hromadným útěkům rolníků, vylidňování rozsáhlých území a k rebeliím. Prudce se zvýšila zločinnost, což roku 1555 donutilo cara ke zpřísnění zákonů a další reorganizaci soudnictví. V letech 1555–1556 bylo provedeno konečné rozdělení státu na guby (okresy), což přineslo i reorganizaci státní správy. V Moskvě vznikly nové centrální orgány – prikazy. Došlo také k reformě armády, čímž se zvýšil její početní stav. Úspěšné reformy přinesly výsledky v podobě dobytí dvou tatarských chanátů za jihovýchodními hranicemi státu, kazaňského (1552) a astrachaňského (1555). Na počest těchto vítězství nechal založit Ivan chrám Vasila Blaženého, nejpozoruhodnější architektonické dílo, které vzniklo za jeho vlády.
Reformy také znamenaly dočasné smíření dvou šlechtických vrstev, které měly rozdílné cíle a názory: bojarsko-knížecí aristokracie, která si nepřála upevňování panovnické moci, a drobné poměstné šlechty, podporující naopak panovníka. Tato spolupráce však netrvala věčně. Názory těchto dvou táborů, které ovlivňovaly politiku Moskevské Rusi, se rozešly v otázce zahraniční politiky. Ivan IV. si přál získat přístup k Baltu, a zajistit tak Rusku intenzívnější obchodní styky s Evropou. Knížata a bojaři chtěli dále válčit s Tatary.
V roce 1553 uspořádali Angličané výpravu pod velením kapitána sira Hugha Willoughbyho, jejímž cílem bylo nalézt severovýchodní cestu do Číny a Indie. Tato výprava skončila u břehů severní Rusi v místě, kde byl později založen Archangelsk. Původní plán sice nebyl uskutečněn, ale byly položeny základy obchodního a diplomatického spojení Ruska s Anglií, neboť Ivan IV. poskytl anglické Moskevské společnosti kupcům na svém území značné výsady. Na tomto základě se začal slibně rozvíjet obchod mezi Anglií a Ruskem, nejprve přes Cholmogory a později přes Archangelsk. Dohledem nad pravidly obchodu s anglickými kupci byl pověřen dvorní dodavatel carského dvora Anikej Fjodorovič Stroganov. Po dobytí Narvy, se na ruských trzích objevili také Holanďané a stali se velkými konkurenty Angličanů. Za Ivanovy vlády se do Ruska poprvé dostal knihtisk.
Období kompromisní vlády bylo ukončeno dvěma zásadními událostmi. První z nich bylo horečnaté onemocnění cara na jaře 1553. Ivan IV. během něj žádal nejmocnější bojary, aby přísahali věrnost jeho synovi Dmitrijovi (nemluvně, které téhož roku zemřelo), avšak vlivné osobnosti odmítaly a přímo u lůžka nemocného propukaly boje o moc. Car se uzdravil, ovšem tato zkušenost ho velmi zasáhla. V roce 1560 zemřela Ivanova první žena a jeho psychický stav se začal zhoršovat. V prosinci 1564 nechal sbalit kremelský poklad a odjel s rodinou do Alexandrovské slobody. Odtud zaslal metropolitovi list, v němž obviňoval mocné bojary ze stálého maření jeho snah o dobrou vládu. Dosáhl tím svého cíle: Z Moskvy bylo na počátku roku 1565 vypraveno mnohatisícové procesí, jehož představitelé cara žádali, aby se přestal hněvat, vrátil se, potrestal zrádce a vládl tak, jak uzná za vhodné. Ivan IV. tak získal všeobecný souhlas vládnout despoticky. Aby se mohl vypořádat s vysoce urozenou bojarsko-knížecí aristokracií, zavedl Ivan IV. roku 1565 opričninu.

### Zavedení opričniny
Opričnina byla zvláštním správním systémem, jehož podstatou bylo rozdělení státu (území, úřadů, pokladny, hlavního města) na dvě části, zemštinu tradičně spravovanou zemskými orgány v čele s bojarskou dumou a opričninu, nacházející se v přímém carově vlastnictví. Zpočátku patřila do opričniny polovina, později až dvě třetiny moskevského území, především centrální oblasti s kvalitnější půdou. V opričnině zřídil car stejné orgány, jako byly v zemštině, dvůr, příkazy, dumu ad., zamýšlené nové typy orgánů státní správy nevznikly.
Opričnina byla zaměřena proti mocenským a separatistickým snahám bojarsko-knížecí aristokracie, jejím hlavním cílem mělo být prosazení absolutistické moci panovníka, samoděržaví. Jeho hlavním mocenským nástrojem se stalo opričné vojsko, původně tisíc mužů tvořících carovu osobní gardu, jejichž počet se rychle rozrostl na šest tisíc. Rekrutovali se především ze střední poměstné šlechty, ale byli zde také příslušníci starobylého moskevského bojarstva, kteří se vyznamenali zvláštní oddaností carovi, cizinci a dobrodruzi. Opričníkům byla přidělována poměstí na území opričniny, kromě toho byli odměňováni ze zvláštní daně, která se vybírala ze zemštiny. Jejich odznakem byla psí hlava a koště.
Opričníci měli v podstatě funkci tajné policie. Pátrali po nepřátelích, vyslýchali je a mučili. Stáli mimo zákon, a proto si nikdo na ně nesměl stěžovat. Na denním pořádku byly konfiskace majetku a masové popravy Ivanových odpůrců, a to skutečných i domnělých, konaly se trestné výpravy proti městům či celým újezdům. Jedna z nejznámějších výprav se odehrála roku 1570, kdy bylo odhaleno údajné spiknutí v Novgorodu. Účtování s údajnými zrádci trvalo šest týdnů. Po dobytí města byly tisíce obyvatel mučeny a topeny v mrznoucím Volchovu i s celými rodinami. O život tehdy přišlo na 4000 lidí. Represálie byly namířeny nejen proti aristokracii, ale také proti jejím poddaným.

### Války a následné zrušení opričniny
Opričnina měla jen dočasný efekt a očekávaný výsledek Ivanu Hroznému nepřinesla. Hlavní síly odporu bojarstva byly sice zlomeny a mnoho rodin vyhlazeno, ale nastolit samoděržaví se v plném rozsahu nepodařilo. Současně spěla Moskva k neúspěchům v livonské válce (1558–1582/1583). Šlo o konflikt, jímž se Ivan IV. snažil získat přístup do Pobaltí. Postupně válčil s Livonskem, které napadl roku 1558, Litvou, Polskem a Švédskem. Svého cíle dosáhl po ovládnutí Narvy pouze dočasně mezi lety 1558–1581. Vyčerpávající vojenský konflikt spolu s opričninou podlomily síly moskevského státu a přivedly ho k hospodářskému úpadku. Centrální oblasti kolem Moskvy se začaly vylidňovat, mnozí obyvatelé zahynuli, další prchali do Polska, na Litvu, do Švédska i do Turecka. Ukázalo se, že opričné vojsko, zvyklé terorizovat domácí obyvatelstvo, se nehodí pro regulérně vedenou válku. Neosvědčilo se na livonském bojišti, ani v boji s Tatary, kteří roku 1571 napadli a vypálili Moskvu. Kromě toho vznikla mezi novými vlastníky půdy brzy nová aristokracie.
Roku 1572 byla opričnina zrušena a dále se o ní nesmělo ani mluvit. Velitel opričných vojsk kníže Čerkasskij byl popraven, další přední osobnosti opričniny stihly těžké tresty. Opričnina se tak v konečné fázi obrátila proti svým tvůrcům, málokdo z prvních opričníků ji přežil. Území státu se opět dostalo pod jednotnou správu, část půdy zabrané pro opričninu byla vrácena původním vlastníkům.
Ivan Hrozný se ještě třikrát vrátil k opričným pořádkům a pokusil se je, třebaže v modifikované podobě, obnovit pod názvem carův úděl, prostřednictvím vlády pokřtěného tatarského prince Simeona Bekbulatoviče a jako carův dvůr. Vždy to bylo spojeno s dalšími vlnami teroru a represálií.

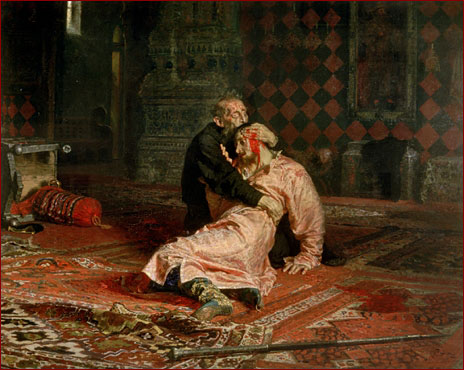
Ivan Hrozný a jeho syn Ivan 16. listopadu 1581; obraz od Ilji Repina z let 1870–1873, známý též jako Ivan Hrozný zabíjí svého syna

V roce 1581 se stala nejtěžší rodinná tragédie, poté, co Ivan surově zbil svoji snachu ve vysokém stupni těhotenství, která se prý pohybovala v carském paláci (ovšem ve vlastních komnatách) nedostatečně oděná; žena následně potratila. Svého syna Ivana, který se manželky zastal, car smrtelně zranil železnou holí. Ivan IV. se následně zhroutil a pronásledován výčitkami svědomí, chodil po Kremlu a vyl.
Na konci jeho vlády se v moskevském státě začala projevovat hluboká krize. V roce 1584 Ivan IV. zemřel na zvláštní nemoc, možná i na otravu. Na jeho místo nastoupil (v té době bezdětný) mladší syn Fjodor I. Ivanovič, který postrádal vladařské schopnosti.
Faktické vlády se počátkem 90. let zmocnil Boris Godunov (jeho sestra Irina se roku 1580 provdala za careviče Fjodora), třebaže v té době ještě žil další Ivanův syn, carevič Dimitrij (nar. 1582). (Když se po smrti Ivana IV. stal carem jeho syn Fjodor I. Ivanovič, byl Dimitrij se svou matkou poslán do Ugliče, kde zůstal sedm let, načež zde v roce 1591 zahynul za dosud nevyjasněných okolností ranou nožem do hrdla. Podezření, že si vraždu objednal Boris Godunov, trvá dodnes.) V zemi nastal dočasně klid, ale po Fjodorově smrti v roce 1598, když se Godunov stal carem, se nashromážděné problémy projevily novou krizí, kterou doprovázela řada vzpour a nepokojů. Situaci navíc zkomplikovala zahraniční intervence (Poláci, Švédové). Toto období je v ruské historiografii označováno jako smuta – období zmatků.

## Význam

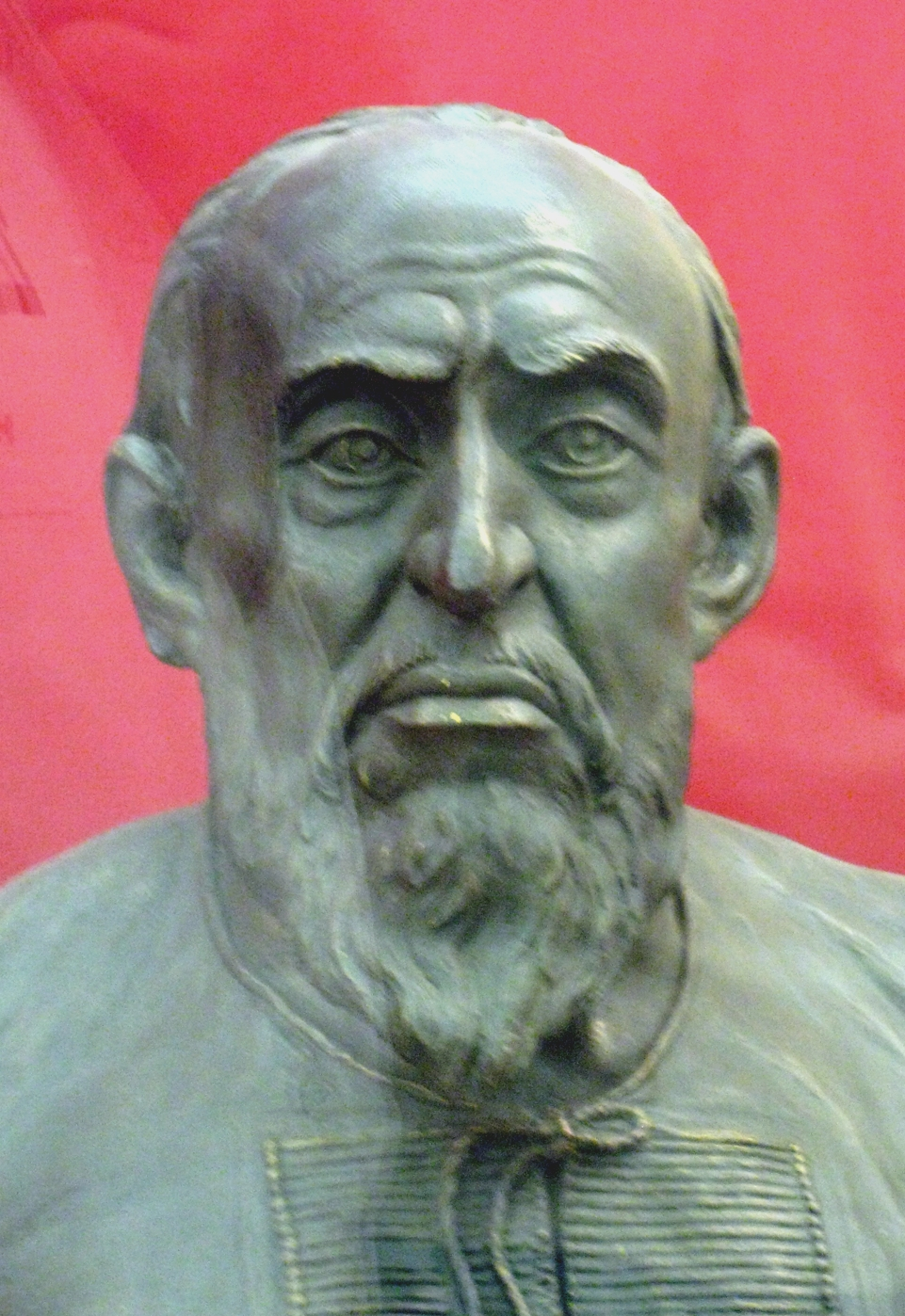
Možná podoba Ivana Vasiljeviče. Forenzní rekonstrukce od M. Gerasimova

Přes svou povahu a psychické problémy byl Ivan IV. nadaným vládcem, který dobře chápal, co Rusko potřebuje ku svému prospěchu (omezení moci vysoké šlechty, jak to bylo běžné v západních monarchiích, styky s hospodářsky vyspělejšími evropskými zeměmi atd.) Svoje záměry však prosazoval velmi neadekvátními krutými metodami a zemi v konečném výsledku citelně poškodil. Po jeho smrti se ruský stát propadl do hluboké krize.
Po celý svůj život se Ivan IV. cítil ohrožen skutečnou i domnělou opozicí a na klidu mu nepřidávala ani situace za hranicemi. Zatímco s bojarsko-knížecí aristokracií se nakonec krutě a nekompromisně vypořádal, tak v oblasti zahraniční politiky nedosáhl jednoznačných výsledků, což bylo způsobeno i tím, že Rusko bylo tehdy zcela izolované a bez vnějších spojenců. Země Ivana IV. tak byla neustále ohrožována ze severu Švédskem, ze západu polsko-litevskou unií a z jihu zbylými krymskými Tatary, vazaly mocné osmanské říše. Ivan IV. prohrál boj o Livonsko, který sám vyvolal a pak o ně vedl dlouhou válku s polsko-litevskou unií a Švédskem. Naproti tomu dobyl kazaňský a astrachaňský chanát a jeho vojáci také překročili Ural a začali s obsazováním Sibiře. V letech 1579–1582 se Ivan IV. snažil navázat přátelské vztahy s císařem Rudolfem II. a také s papežem Řehořem XIII. a katolickou církví, což mělo vést k vytvoření protiturecké koalice. I tato jednání nakonec skončila nezdarem a Rusko nadále zůstalo v mezinárodní izolaci.
Za vlády cara Ivana IV. se vlivem opričniny a neustálých válek značně snížila životní úroveň obyvatelstva, především rolníků, kteří měli navíc od roku 1581 zakázáno se v některých letech stěhovat a opouštět svoji vrchnost. Obyvatelstvo zůstalo nadále negramotné, v zemi nevznikla a neexistovala jediná univerzita, politický systém zůstal zastaralý a bez opozice. Car se měl zodpovídat ze svých činů jen jediné instanci, a tou byl Poslední soud. Tato odpovědnost pouze před Bohem vedla k tomu, že se Ivan IV. mohl pokusit dosáhnout svých cílů všemi prostředky a proměnit tak Moskevskou Rus v samoděržavnou despocii.
V lidových vrstvách se navzdory všemu udržoval mýtus dobrého cara, který byl pro ruské prostředí zvláště charakteristický. Ivanův nástup na trůn byl spojován s nadějemi na ukončení svévole bojarsko-knížecí aristokracie a pronásledování nenáviděných bojarů bylo vítáno. Represálie ovšem později postihly také jejich poddané. Ivan IV. však pro ně nebyl „hrozný“. Překlad ruského výrazu „groznyj“ sice znamená krutý, přísný nebo strašný, ale také majestátní, silný, hrozivý či vzbuzující úctu, což český ekvivalent hrozný, ale ani německý „der Schreckliche“ nebo anglický „the Terrible“ nevystihují zcela přesně a výraz je od 18. století chápán ve smyslu tyran.

## Ejzenštejnův třídilný epos
Ejzenštejn na prvním dílu pracoval čtyři roky, do kin se film dostal po skončení druhé světové války – a autor za něj dostal Stalinovu cenu. V březnu 1946 zhlédl druhý díl Stalin. Vůbec se mu nelíbil. Jeho děj se odehrával především v Kremlu, na carském dvoře, kde se car snažil likvidovat vysokou šlechtu – bojary.
Druhý díl Ivana Hrozného byl zakázán, diváci jej viděli v sovětských kinech až v roce 1958.
Třetí díl byl po smrti autora zničen, na jediné dochované scéně Ivan Hrozný vyslýchá cizího žoldáka – podobnost s praktikami sovětské tajné služby KGB byla naprosto zřetelná.
| „            | Jednou z chyb Ivana Hrozného bylo, že nezlikvidoval pět hlavních feudálních rodin. Měl být rozhodnější. | “ |
| — J.V.Stalin | |   |

## Manželství, potomci
| Obrázek | Jméno                   | Narození | Sňatek         | Carevnou od    | Carevnou do        | Úmrtí              | Děti |
| ------- | ----------------------- | -------- | -------------- | -------------- | ------------------ | ------------------ | --- |
|         | Anastasie Romanovna     | –        | 3. února 1547  | 3. února 1547  | 7. srpna 1560      | 7. srpna 1560      | 1. Anna Ivanovna (1548–1550) 2. Marie Ivanovna (1551–zemřela mladá) 3. Dmitrij Ivanovič (1552–1553) 4. Ivan Ivanovič (1554–1581), Ivanův dědic, kterého otec v hněvu zabil 5. Eudoxie Ivanovna (1556–1558) 6. Fjodor I. (1557–1598), Ivanův nástupce |
|         | Marie Temrjukovna       | asi 1544 | 21. srpna 1561 | 21. srpna 1561 | 1. září 1569       | 1. září 1569       | Vasilij (1563) zemřel jako šestitýdenní nemluvně |
|         | Marfa Sobakinová        | –        | 28. října 1571 | 28. října 1571 | 13. listopadu 1571 | 13. listopadu 1571 | – zemřela dva týdny po svatbě |
|         | Anna Koltovská          | –        | 29. dubna 1572 | 29. dubna 1572 | 1574               | 1627               | – kvůli neplodnosti po dvou letech zapuzena |
|         | Marie Dolgorukovová     | –        | asi 1573       | asi 1573       | –                  | –                  | – Podle legendy manželství trvalo jen jeden den. Ivan Marii obvinil, že nebyla panna, a nechal ji utopit. Podle všeho jde o fiktivní postavu. |
|         | Anna Vasilčiková        | –        | 1575           | 1575           | 1575               | 1576–77            | – zapuzena, není vyloučeno, že zemřela násilnou smrtí na carův příkaz |
|         | Vasilisa Melenťjevová   | –        | 1. května 1577 | 1. května 1577 | –                  | –                  | – zapuzena, není vyloučeno, že zemřela násilnou smrtí na carův příkaz |
|         | Marie Fjodorovna Nagaja | –        | asi 1580       | asi 1580       | asi 1580           | 1608/10/12         | carevič Dimitrij (1582–1591) Po carově smrti v roce 1584 byla se synem i bratry vykázána do exilu. |

## Možnost svatořečení
V dnešním Rusku existují lidé, kteří napadají použití přídomku Hrozný pro Ivana a dokonce usilují o jeho svatořečení. Naopak oficiální stanovisko ruské ortodoxní církve zastává k tomuto kroku negativní postoj.